# Campionati oceaniani di badminton a squadre 2020
I Campionati oceaniani di badminton a squadre 2019 si sono svolti a Ballarat, in Australia, dal 13 al 15 febbraio 2020. È stata la 4ª edizione del torneo, organizzato dalla Badminton Oceania.

## Podi
| Evento           | Oro       | Argento       | Bronzo             |
| Torneo maschile  | Australia | Nuova Zelanda | Polinesia francese |
| Torneo femminile | Australia | Nuova Zelanda | Nuova Caledonia    |